# Ghetto de Lublin

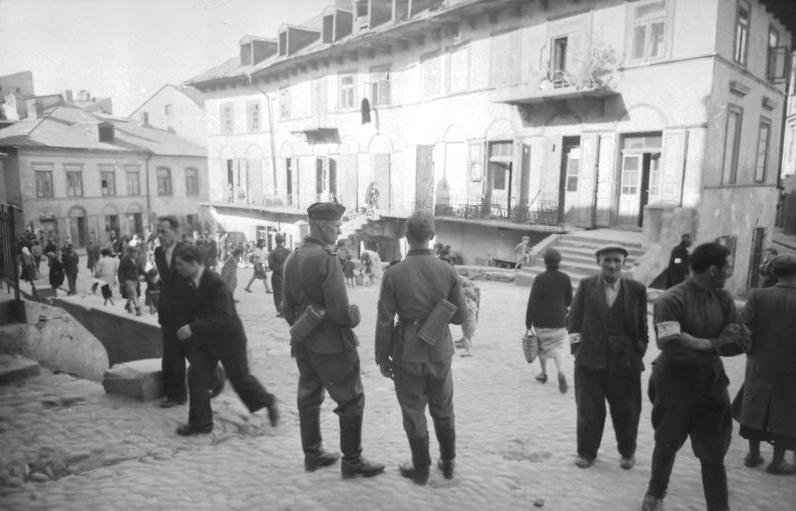
Ghetto de Lublin en mai 1941 (photo de Johannes Hähle)

Le ghetto de Lubin, créé en  mars 1941, est l’un des premiers ghettos établi par les nazis pour la population juive de Pologne, mais aussi pour des Roms. Il est aussi l’un des premiers dont la population est exterminée au cours de la Shoah, essentiellement au camp d’extermination de Belzec, mais aussi à celui de Majdanek.